# Kollektor (Kirche)
Der Kollektor (von lat. collector: Sammler) ist ein Beamter oder Beauftragter der römischen Kurie bzw. Apostolischen Kammer. Zu seinen Aufgaben gehört es, die an den päpstlichen Stuhl zu zahlenden Abgaben zu erheben.

## Beitreibung von Abgaben
Kollektoren wurden bereits ab dem Beginn des 13. Jahrhunderts eingesetzt. Zu den von ihnen erhobenen Abgaben zählten der päpstliche Zehnt, Annaten, der Peterspfennig und Taxen sowie  andere Abgaben an die Kurie. Der Kollektor wurde nur in dem ihm zugewiesenen Gebiet tätig. Häufig wurden die Kollektoren auch mit diplomatischen  Aufgaben betraut.

## Kollektorien
Johann Peter Kirsch benutzt den Begriff Kollektorien sowohl für die gesamte Tätigkeit der päpstlichen Kollektoren als auch für deren jeweilige Sammelgebiete. Das Abendland hatte im Mittelalter sieben Kollektorien: Frankreich, Deutschland (mit den Kirchenprovinzen Trier, Köln, Mainz, Prag und Livland), die Britischen Inseln, die Iberische Halbinsel, die nordischen Reiche, Polen-Ungarn und Italien.